# Symbole narodowe Serbii
Symbole narodowe Serbii to symbole, które są reprezentatywne lub w inny sposób charakterystyczne dla Serbii, narodu serbskiego lub kultury serbskiej. Niektóre z nich są ustalonymi, oficjalnymi symbolami; na przykład skodyfikowany w heraldyce Serbii. Inne symbole mogą nie mieć oficjalnego statusu z tego czy innego powodu, ale są również uznawane na poziomie krajowym lub międzynarodowym.

## Symbole oficjalne
| Rodzaj         | Wizerunek | Symbol |
| -------------- | --- | --- |
| Flaga narodowa | | Flaga Serbii Flaga narodowa Serbii to prostokąt o proporcjach 2:3, podzielony na trzy pasy: czerwony, niebieski i biały z małym herbem umieszczonym na lewo od środka. Dopuszcza się użycie flagi bez herbu. |
| Herb           | | Herb Serbii Narodowy herb Serbii został przyjęty w 2004 roku i jest oparty na oryginale używanym w Królestwie Serbii (1882-1918).                                                                            |
| Hymn narodowy  | Problems playing this file? See media help.Bože pravde (Instrumental) Serbian National AnthemProblem z odtwarzaniem tego pliku? Zobacz strony pomocy. | Bože pravde Hymn Serbii „Bože pravde” (Sprawiedliwy Boże) został po raz pierwszy użyty przez Królestwo Serbii (1882-1918). Został ponownie przyjęty w 2006 roku jako oficjalny hymn narodowy.                |

## Inne symbole
| Typ                     | Zdjęcie | Symbol |
| ----------------------- | --- | --- |
| Flaga cywilna           | | Narodowymi kolorami Serbii są biały, czerwony i niebieski, a flagę powszechnie określa się słowem trobojka. Flaga została przyjęta w 1835. |
| Symbol narodowy         | | Krzyż serbski, wzorowany na bizantyjskim tetragramie, uważany jest za symbol przyjęty już w średniowieczu. Składa się z krzyża greckiego równoramiennego z czterema stylizowanymi literami C – skrótem od Само слога Србина спасава (srb. Tylko jedność uratuje Serbów). |
| Symbol heraldyczny      | | Serbski orzeł, biały i o dwóch głowach, jest przedstawiony na herbie oraz na serbskiej fladze z krzyżem serbskim. Symbol ten ma długą historię w serbskiej heraldyce i wraz z krzyżem serbskim od wieków symbolizują tożsamość narodową Serbów. Oryginalny herb pochodzi od średniowiecznej dynastii Nemaniczów. |
| Patron                  | | Święty Sawa, założyciel i pierwszy patriarcha Serbskiego Kościoła Prawosławnego (1219-1233). Jest patronem Serbii i edukacji, a poza Serbią również patronem znajdującej się w Bośni i Hercegowinie Republiki Serbskiej. |
| Strój ludowy            | | Najbardziej popularny strój ludowy, zawierający narodowe nakrycie głowy (Šajkača) i skórzane obuwie (opanci), pochodzi z Szumadii, centralnego regionu Serbii. Starsi mieszkańcy wsi nadal noszą tradycyjne stroje ludowe. |
| Praktyki kulturowe      | | Slava, prawosławne święto rodzinne, podczas którego czci się pamięć świętego patrona danej rodziny. Slava zapisana jest na liście niematerialnego dziedzictwa kulturowego UNESCO. |
| Zwierzę narodowe        | | Wilk szary występuje w bałkańskich i serbskich mitologiach i kultach, gdzie, zwłaszcza dla Serbów, jest bardzo ważnym elementem. W słowiańskiej, staroserbskiej religii i mitologii, wilk był czczony jako totem. Wilk stanowił także symbol odwagi w serbskich eposach. Vuk Karadžić, dziewiętnastowieczny serbski filolog i etnograf wyjaśnił tradycyjne użycie imienia Vuk (wilk) jako ochrony przed złą magią: kobieta, która straciła kilkoro dzieci z rzędu, nazywała swoje dziecko Vuk, ponieważ wierzono, że wiedźmy odpowiedzialne za zniknięcie poprzednich dzieci bały się zaatakować wilka. |
| Drzewo narodowe         | | Dąb, znajdujący się na historycznym herbie Serbii, symbolizował siłę i długowieczność, a gałązka oliwna po drugiej stronie pokój i płodność. W czasach, gdy nie było kościołów, ludzie modlili się pod dębami, gdzie ryli znak krzyża (zapis). Niektóre z oznaczonych dębów mają ponad sześćset lat i są uważane za święte Dąb jest również używany w serbskiej tradycji bożonarodzeniowej (Badnjak). |
| Owoc narodowy           | | Śliwki i ich przetwory są bardzo ważne dla Serbów; są one elementem wielu tradycji: jedna z nich zakłada, że najlepszym miejscem na wybudowanie domu jest miejsce, gdzie dobrze rosną śliwy Centralny region Serbii, Szumadia, jest znana ze śliwek i produkowanej tam śliwowicy. |
| Napój narodowy          | | Śliwowica (rakija) jest narodowym napojem Serbów. Rakija serwowana jest przed posiłkiem jako aperitif. Rakija używana jest przy ważnych obrządkach: narodzinach, chrzcie, służbie wojskowej, ślubie, pogrzebie, czy Slavie. Serbia jest największym eksporterem śliwowicy na świecie i drugim największym eksporterem śliwek. |
| Dania narodowe          | | Wśród narodowych potraw są, między innymi, ćevapčići, pljeskavica i gibanica. |
| Zabytki i pomniki       | | Na terenie Serbii znajdują się cztery obiekty kulturowe, które są wpisane na Listę światowego dziedzictwa UNESCO: wczesnośredniowieczne miasto Stari Ras, trzynastowieczny klasztor Sopoćani, dwunastowieczny Gamzigrad i średniowieczne zabytki w Kosowie (m.in. Monaster Visoki Dečani, Cerkiew Bogurodzicy w Prizrenie, Monaster Gračanica i Monaster Peć). Na liście Pamięci Świata UNESCO znajdują się dwa zabytki piśmiennictwa serbskiego: dwunastowieczny Ewangeliarz Mirosława i cenne archiwum naukowca Nikoli Tesli.                                                                         |
| Zabytki i pomniki       | Cerkiew Świętego Sawy w Belgradzie, największy prawosławny kościół na świecie. Budynek nazwany na cześć św. Sawy jest zbudowany na Vračarze, w miejscu, gdzie szczątki świętego zostały spalone przez Sinana Paszę, wezyra Imperium Osmańskiego (1595). | |
| Sztuka narodowa         | | Kosowska dziewczyna (Kosovka devojka) namalowana przez malarza-realistę Uroša Predicia w 1919, jest centralną postacią serbskiego eposu o tej samej nazwie. |
| Instrument narodowy     | | Gęśle, tradycyjny instrument serbski. Grający na nich guslari śpiewali eposy o średniowiecznej Serbii i lepszej przyszłości kraju podczas panowania Imperium Osmańskiego i wojen. |
| Poezja narodowa         | | Serbskie poematy i epopeje są poezją narodową, tradycyjnie spopularyzowaną przez bardów (guslari), poprzez przekaz ustny. Vuk Stefanović Karadžić (1787-1864), ojciec nauki o serbskim folklorze i główny reformator języka serbskiego, kolekcjonował i spisywał poematy epickie Serbów na początku dziewiętnastego wieku. |
| Taniec ludowy           | | Kolo, tradycyjny serbski taniec w kole, ma wiele wariantów. Najpopularniejszym jest Užičko kolo. Inne popularne warianty to Moravac, Kokonješte, Žikino kolo i Vranjanka. |
| Rzemiosło artystyczne   | | Kilimy pirockie (Pirotski ćilimi), plecione dywany z południowo-wschodniej Serbii. Kilimy te są niematerialnym dziedzictwem kulturowym Serbii. |
| System pisma            | | Serbska cyrylica jest ważnym elementem serbskiej tożsamości. Według Konstytucji Serbii z 2006 roku, cyrylica jest jedynym pismem używanym w sprawach oficjalnych. Ten rodzaj pisma używany jest oficjalnie nie tylko w Serbii, ale też w Czarnogórze i Republice Serbskiej, regionie Bośni i Hercegowiny. |
| Pozdrowienie            | | Tri prste pozdrav, pozdrowienie trzema palcami, wywodzi się z religii: symbolizowało ono Trójcę Świętą i z symbolu religijnego przekształciło się w symbol serbskości, stosowany na wojnie, w polityce, czy w protestach i wśród publiczności na meczach. Dla niektórych nacji, które prowadziły wojny z Serbią, gest ten może być kontrowersyjny i obraźliwy. |
| Narodowe nakrycie głowy | | Šajkača, narodowe nakrycie głowy, jest popularnym symbolem serbskim od początku dwudziestego wieku. Nakrycie zwykle jest czarne, szare, lub zielone, zrobione z miękkiego materiału. Dzisiaj šajkača noszona jest głównie przez starszych mężczyzn na wsiach. |
| Motto                   | Само слога Србина спасава | Fraza Tylko jedność ocali Serbów (Samo sloga Srbina spasava) jest powszechnie uważana za element herbu w krzyżu serbskim, w którym znajdują się cztery symbole (oryginalnie bizantyjskie litery B) przypominające głoskę S w cyrylicy (zapisane jako C). Tworzą one akronim. |
| Popularna muzyka        | | Balkan Brass. Co roku odbywa się pięciodniowy festiwal muzyki Balkan Brass w serbskiej miejscowości Guča. |